# 萨莱 (佩斯卡拉省)
萨莱（義大利語：Salle），是意大利佩斯卡拉省的一个市镇。总面积21平方公里，人口323人，人口密度15.4人/平方公里（2009年）。ISTAT代码为068036。